# 法句寺
法句寺（ほっくじ）は石川県金沢市小将町7番10号にある真宗大谷派の寺院。兼六園や金沢城などの観光地に近接し、伝統と現代的な活動を融合させた地域拠点としても知られる。

## 沿革
- 1899年（明治32年）：北方心泉により法句寺を創建。
- 1997年（平成9年）：「永代供養墓・心泉」を建立。
- 2003年（平成15年）：「心泉会館」（お斎の間・宿坊・事務所）を増築。
- 2014年（平成26年）：永代供養墓「心泉」の企画・販売業務を、法句寺から有限会社心泉の丘へ正式に委託。
- 2015年（平成27年）：「セレモニーホール心泉」（参拝所・室内納骨安置所・シャワールーム付き宿坊）を新設。
- 2019年（令和元年）：宿坊施設に3室を増築し、リニューアルオープン。
- 近年：書のアートワークショップ「しんせんあーと」や仏教体験、マインドフルネスセッションを展開し、2,000人以上の外国人観光客が体験に参加している。

- 現在：「永代供養墓・心泉」や「心泉のお葬式」、「心泉の仏教体験」などの事業は、有限会社心泉の丘が運営窓口を務めている。

## 活動
法句寺は、家族葬、永代供養に加え、以下のような現代的な取り組みに活用されている：
- しんせんあーと：書のアートワークショップ。言葉・仏教・創作を融合させた体験型プログラム。
- 仏教体験プログラム：瞑想、抹茶、写経、法話などを含む。
- 宿坊心泉：国内外の個人・団体が滞在できるリトリート宿泊施設。マインドフルネスやセルフリトリートプログラムを提供。
- これまでに2,000人以上の外国人観光客が体験プログラムに参加している。